# Atsuto Uchida
Atsuto Uchida (Kannami, 27. ožujka 1988.) bivši je japanski nogometaš.

## Reprezentativna karijera
Za japansku reprezentaciju igrao je od 2008. do 2015. godine. Za japansku reprezentaciju odigrao je 74 utakmica postigavši 2 pogodaka.
S japanskom reprezentacijom Atsuto Uchida je igrao na dva svjetska prvenstva (2010. i 2014.) dok je 2011. s Japanom osvojio AFC Azijski kup.

## Statistika
| Japan  | Japan | Japan |
| Godina | Nas.  | Gol.  |
| ------ | ----- | ----- |
| 2008.  | 14    | 1     |
| 2009.  | 13    | 0     |
| 2010.  | 7     | 0     |
| 2011.  | 11    | 0     |
| 2012.  | 7     | 0     |
| 2013.  | 13    | 0     |
| 2014.  | 7     | 1     |
| 2015.  | 2     | 0     |
| Ukupno | 74    | 2     |

## Vanjske poveznice
- National Football Teams
- Japan National Football Team Database